# 短鰭狼綿鳚
短鰭狼綿鳚，為輻鰭魚綱鱸形目绵鳚亞目绵鳚科的其中一種，分布於北太平洋區，包括鄂霍次克海、白令海至美國加州等海域，屬深海底棲性魚類，棲息深度在水深25至973公尺，本魚背鰭與臀鰭匯合到尾部 尾鰭狹窄且呈圓形；腹鰭細小，背鰭軟條85至102枚；臀鰭軟條74至89枚，喜砂泥底質海域，體長可達30公分。

## 扩展阅读
維基物種上的相關：短鰭狼綿鳚